# Brachylaena
Brachylaena là một chi thực vật có hoa trong họ Cúc (Asteraceae).

## Loài
Chi Brachylaena gồm các loài: